# Stazione di Bitonto
La stazione di Bitonto Centrale, in passato Bitonto, è una stazione ferroviaria passante e terminale posta lungo la linea Bari-Barletta a servizio dell'omonimo comune. È gestita da Ferrotramviaria e si trova nella zona centrale della città. Collega direttamente Bitonto alla città di Bari e al suo aeroporto. È la stazione terminale della linea 2 della metropolitana di Bari.

## Storia
L'attuale stazione di Bitonto fu costruita negli anni 60 e inaugurata nel 1963, in sostituzione della vecchia Tranvia a vapore Bari-Barletta. Dagli anni 20 fino agli anni 60, inoltre, la stazione di Bitonto è stata anche partenza dell'ormai storica ferrovia Bitonto-Santo Spirito, ormai non più esistente, se non alcune tracce tra le campagne tra Bitonto e Santo Spirito, oltre alla vecchia stazione di Santo Spirito ora dismessa. Inoltre, parte del tracciato della vecchia ferrovia per Santo Spirito, è stato riutilizzato per l'attuale linea Bari-Barletta.

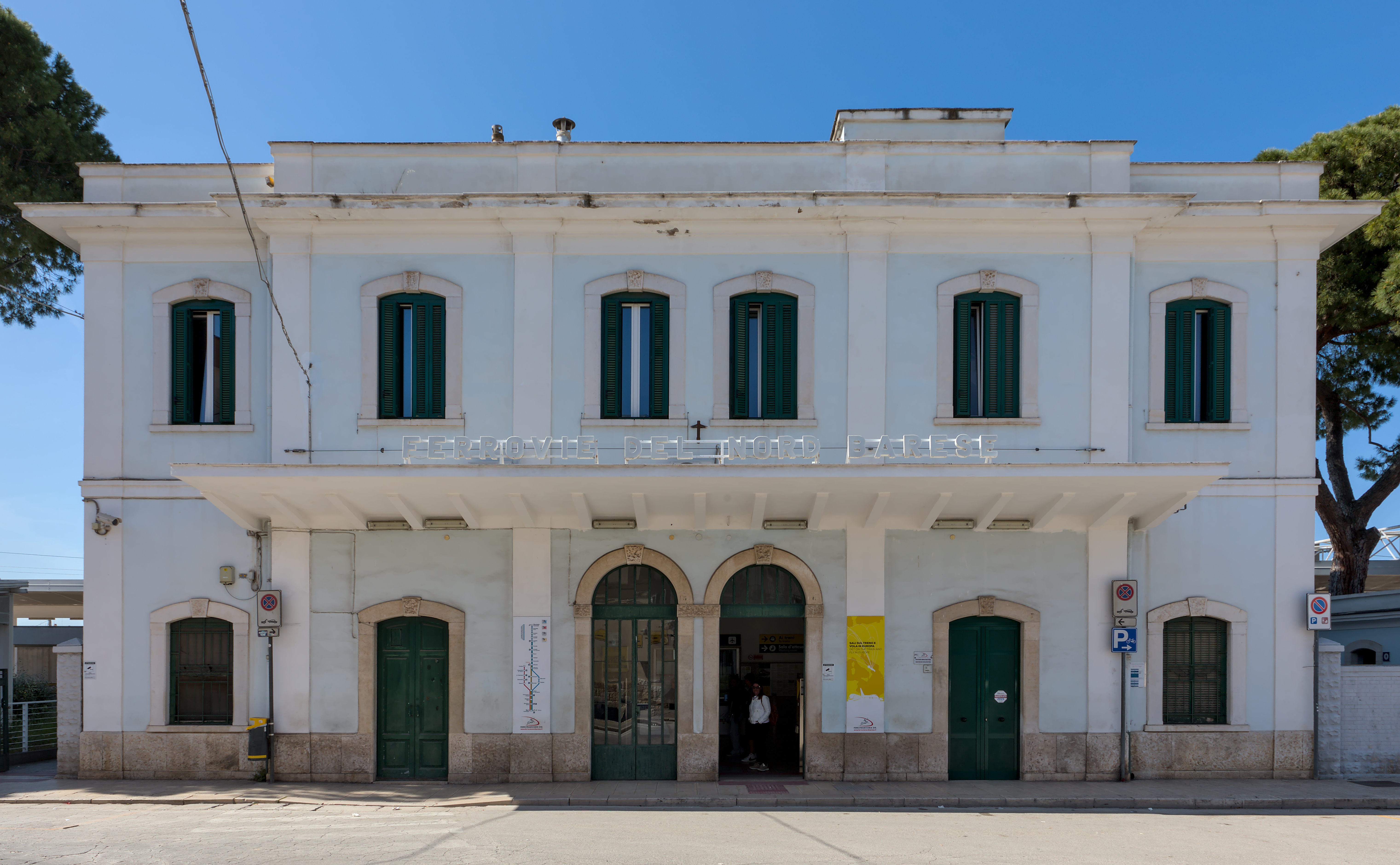

## Strutture e impianti
La stazione è situata in piazza Ferdinando I D'Aragona e la struttura è quella standard utilizzata per le stazioni della ferrovia Bari Nord. L'edificio, di color azzurro, è formato da due piani, con biglietteria, sala d'attesa, servizi igienici e sottopassaggio che collega in modo sicuro i viaggiatori tra i 3 binari. Nel sottopassaggio sono presenti anche sedili mobili per i viaggiatori con problemi di deambulazioni e diversamente abili.
Il piazzale è armato con quattro binari, due tronchi posti nella parte est della stazione e due binari passanti serviti da un marciapiede con pensilina e sottopassaggio.

## Movimento
L'impianto è servito dai treni regionali FR1 e FR2 della rete Ferrovie del Nord Barese, che costituiscono un collegamento suburbano tra Bari e l'hinterland nord Barese della Provincia di Barletta-Andria-Trani e vengono effettuati rispettivamente via Palese Macchie e via Aeroporto. La stazione di Bitonto è anche l'ultima stazione della linea metropolitana FM2 di Bari, rendendola quindi anche stazione terminale.

## Servizi
- Biglietteria a sportello
- Biglietteria automatica
- Sala d'attesa
- Servizi igienici

## Interscambi
- Fermata autobus
- Fermata metropolitana (FM2 di Bari)